# Ливан на летних Олимпийских играх 1988
Ливан принимал участие в Летних Олимпийских играх 1988 года в Сеуле (Корея) в десятый раз за свою историю, но не завоевал ни одной медали. Сборная страны состояла из 21 спортсмена (19 мужчин, 2 женщины), которые приняли участие в соревнованиях по лёгкой атлетике, тяжёлой атлетике, боксу, велоспорту, фехтованию, дзюдо, плаванию и борьбе.